# Ringing and Migration
Ringing & Migration est la publication de la British Trust for Ornithology concernant le baguage.  La revue publie des articles sur tous les aspects du baguage et de la migration des oiseaux de la région du paléarctique, ouest sans exclure des études d'autres régions du monde.